# Благодатка (станция)
Благода́тка — железнодорожная станция Юго-Восточной железной дороги на
линии Ртищево — Саратов, является пограничной станцией между Юго-Восточной и Приволжской железными дорогами. Расположена в Ртищевском районе Саратовской области, население 6 человек. Через станцию осуществляются пригородные пассажирские перевозки на Ртищево, Саратов.

## Деятельность
На станции осуществляются посадка, высадка на поезда местного и пригородного сообщений.

## История
Открыта в 1901 году как станция линии Тамбов — Саратов.